# Bershawn Jackson
Bershawn "Batman" Jackson (Miami, Florida, 1983. május 8. –) világbajnok amerikai atléta.
Két honfitársa, Angelo Taylor és Kerron Clement mögött bronzérmes lett négyszáz méteres gátfutáson a pekingi olimpiai játékokon.
Két világbajnoki érme van négyszáz gátról. Helsinkiben arany-, Berlinben pedig bronzérmes lett e számban. Ezentúl a berlini világbajnokságon tagja volt a négyszer négyszáz méteren bajnok amerikai váltónak.

## Egyéni legjobbjai
szabadtéri
- 400 méter síkfutás - 45,06
- 400 méter gátfutás - 47,30

fedett
- 200 méter síkfutás - 21,29
- 400 méter síkfutás - 45,70
- 500 méter síkfutás - 1.03,80
- 600 méter síkfutás - 1.18,65
- 800 méter síkfutás - 1.55,47
- 60 méter gátfutás - 7,94